# ロベルト・ピリス・ダ・モッタ
ロベルト・アイルトン・ピリス・ダ・モタ・メンドーサ（スペイン語: Robert Ayrton Piris da Motta Mendoza、1994年7月26日 - ）は、パラグアイのサッカー選手。パラグアイ代表。ポジションはMF。

## クラブ歴
クルブ・ルビオ・ニュの下部組織から2010年にトップチームに昇格。2015年7月にオリンピア・アスンシオンに期限付き移籍するまで在籍した。
2017年1月10日にCAサン・ロレンソ・デ・アルマグロに75万ドルの移籍金で加入。
2018年8月1日にCRフラメンゴに250万ユーロの移籍金で移った。翌日にメディカルチェックを済ませて2020年12月までの契約を締結した。
とても幸せだ。ブラジル最大のクラブが興味を持ってくれていた事でさえ大変な名誉に感じるのに、そこでプレー出来るなんて。このクラブにいる間、最大限に楽しみたいと思う。
同月13日に行われたカンピオナート・ブラジレイロ・セリエAではグスタボ・クエジャルが出場停止であったため、スターティングメンバーとして起用、ブラジル初出場となった。

## 代表歴
2015年9月に代表初招集。しかしこの時は出場機会が無かった。代表初出場となったのは2016年5月28日に行われたメキシコ代表との親善試合であった。